# Ancistrini
Die Ancistrini sind eine Tribus der südamerikanischen Harnischwelse (Loricariidae). Sie galten zuerst als eigenständige Unterfamilie (Ancistrinae) und wurden erst 2004 von Jonathan Armbruster als Tribus der Unterfamilie Hypostominae zugeordnet. Sie kommen im gesamten nördlichen und mittleren Südamerika vor, mit dem Verbreitungsschwerpunkt im Orinoco- und Amazonasbecken.

## Merkmale
Die Arten der Ancistrini besitzen eine typische Harnischwelsgestalt mit einem abgeflachten Körper und einem flachen, mit einem unterständigen Saugmaul versehenen Kopf. Charakteristisch sind die oft hakenförmigen Borsten auf den Kiemendeckeln, nach denen sie auch benannt wurden (gr.: „ankistron“ = Widerhaken). Diese sogenannten Interopercular-Odontoden dienen der Verteidigung und können bei Gefahr weit abgespreizt werden. Die Form, Anzahl und Ausprägung der Interopercular-Odontoden sind ein wichtiges Bestimmungsmerkmal. Sie fehlen lediglich bei einigen Pseudancistrus und Spectracanthicus-Arten. Die Körperlängen der Ancistrini reichen von etwa 6 Zentimeter bis zu 60 bis 100 Zentimeter. Weitere Merkmale sind der senkrecht orientierte Vorkiemendeckel (Praeoperculum), der Kontakt des paarigen Stirnbeins mit den knöchernen Augenhöhlen (Orbita) und die sichel- oder balkenförmigen Kiemendeckel (nicht bei Spectracanthicus).

## Lebensweise
Die Ancistrini kommen sowohl in kühlen Bergbächen als auch in sauerstoffarmen, stehenden Gewässern der Ebenen vor. Sie ernähren sich vor allem von Aufwuchs, einige Arten sind Allesfresser und die Gattungen Panaque und Panaqolus raspeln das weiche Holz von länger versunkenen Baumstämmen ab. Die Ancistrini laichen in Höhlen, die größere Arten in die Uferböschungen graben. Kleinere Arten nutzen Astlöcher in versunkenen Baumstämmen oder Lücken zwischen Steinen. Die Männchen betreiben Brutpflege und bewachen und putzen den Laich.

## Äußere Systematik
Die Ancistrini stehen in der Kronengruppe der Hypostominae und sind die Schwestergruppe der Pterygoplichthini. Die systematische Stellung verdeutlicht folgendes Kladogramm:

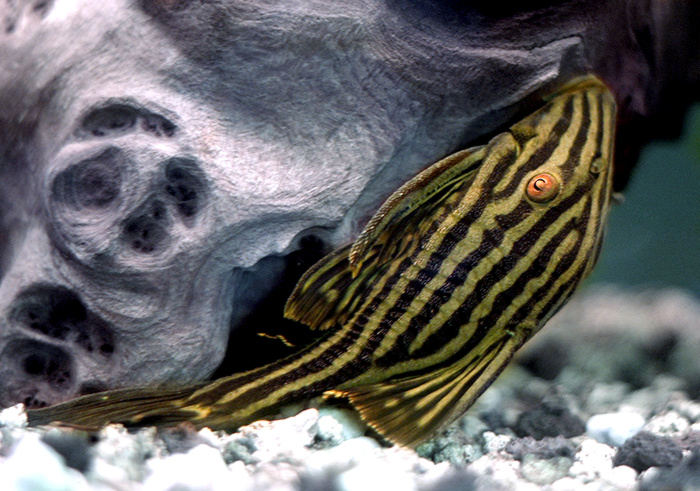
Panaque nigrolineatus

|  | \| \| Ancistrini \| \| \| \| \| \| Pterygoplichthini \| \| \| \| |
|  |                                                                  |
|  | Hypostomini                                                      |
|  |                                                                  |
|  | Ancistrini                                                       |
|  |                                                                  |
|  | Pterygoplichthini                                                |
|  |                                                                  |

|  | Ancistrini        |
|  |                   |
|  | Pterygoplichthini |
|  |                   |

|  | \| \| Ancistrini \| \| \| \| \| \| Pterygoplichthini \| \| \| \| |
|  |                                                                  |
|  | Hypostomini                                                      |
|  |                                                                  |
|  | Ancistrini                                                       |
|  |                                                                  |
|  | Pterygoplichthini                                                |
|  |                                                                  |

|  | Ancistrini        |
|  |                   |
|  | Pterygoplichthini |
|  |                   |

|  | \| \| Ancistrini \| \| \| \| \| \| Pterygoplichthini \| \| \| \| |
|  |                                                                  |
|  | Hypostomini                                                      |
|  |                                                                  |
|  | Ancistrini                                                       |
|  |                                                                  |
|  | Pterygoplichthini                                                |
|  |                                                                  |

|  | Ancistrini        |
|  |                   |
|  | Pterygoplichthini |
|  |                   |

|  | \| \| Ancistrini \| \| \| \| \| \| Pterygoplichthini \| \| \| \| |
|  |                                                                  |
|  | Hypostomini                                                      |
|  |                                                                  |
|  | Ancistrini                                                       |
|  |                                                                  |
|  | Pterygoplichthini                                                |
|  |                                                                  |

|  | Ancistrini        |
|  |                   |
|  | Pterygoplichthini |
|  |                   |

## Innere Systematik
Die Ancistrini umfassen gegenwärtig etwa 25 Gattungen:
- Acanthicus Agassiz, 1829
- Ancistrus Kner, 1854
- Araichthys Zawadzki et al., 2016

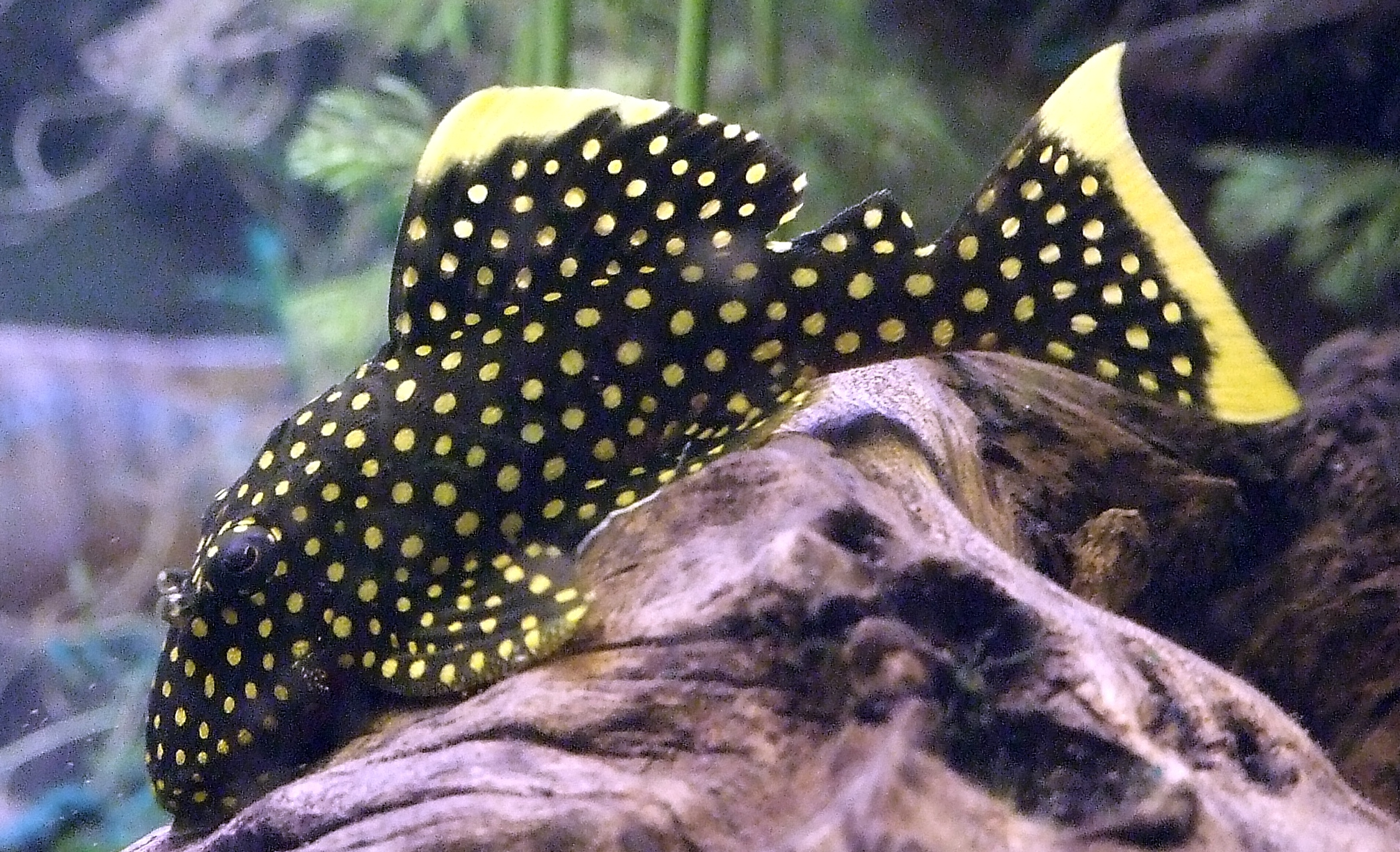
Baryancistrus xanthellus

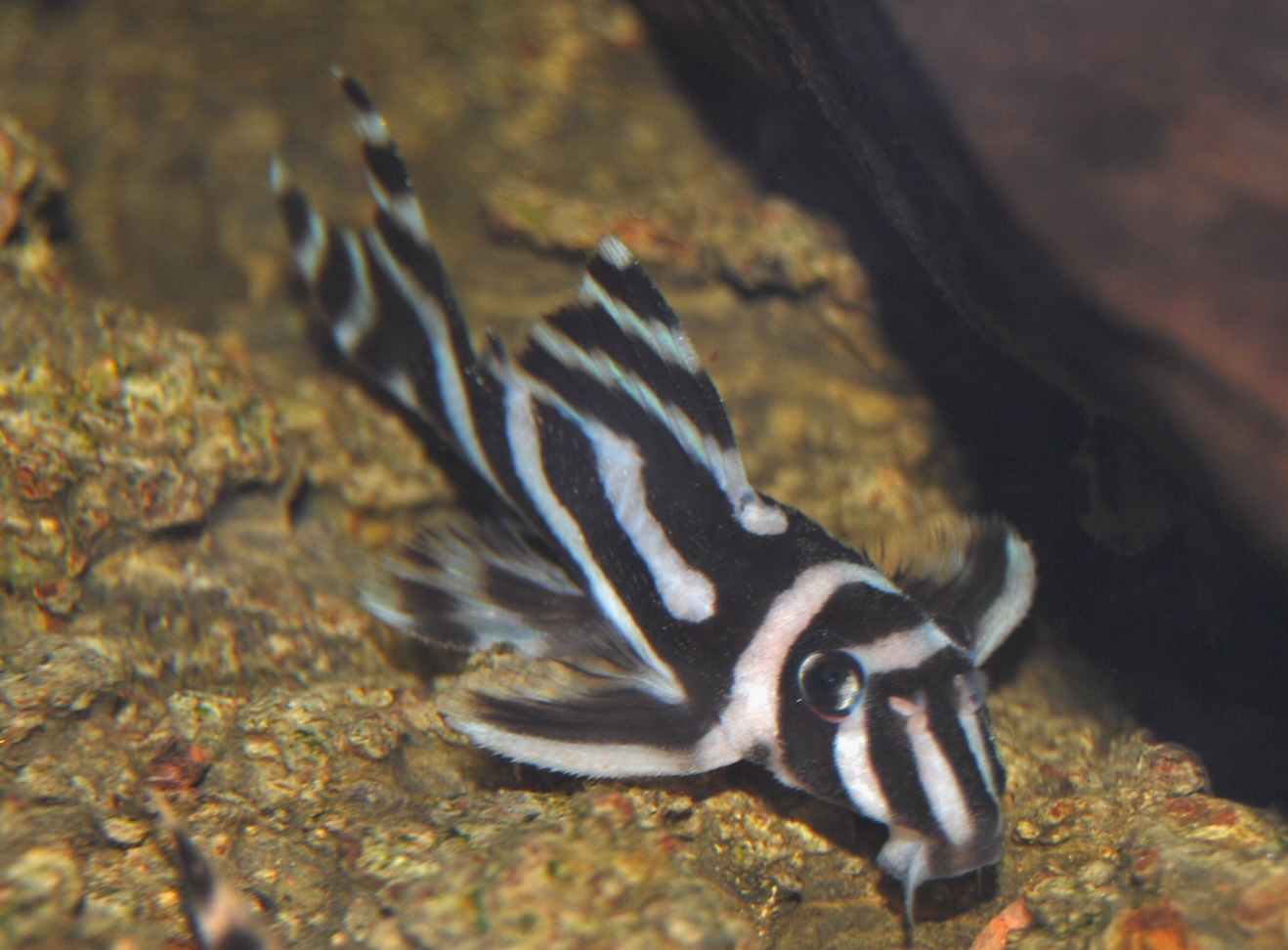
Hypancistrus zebra

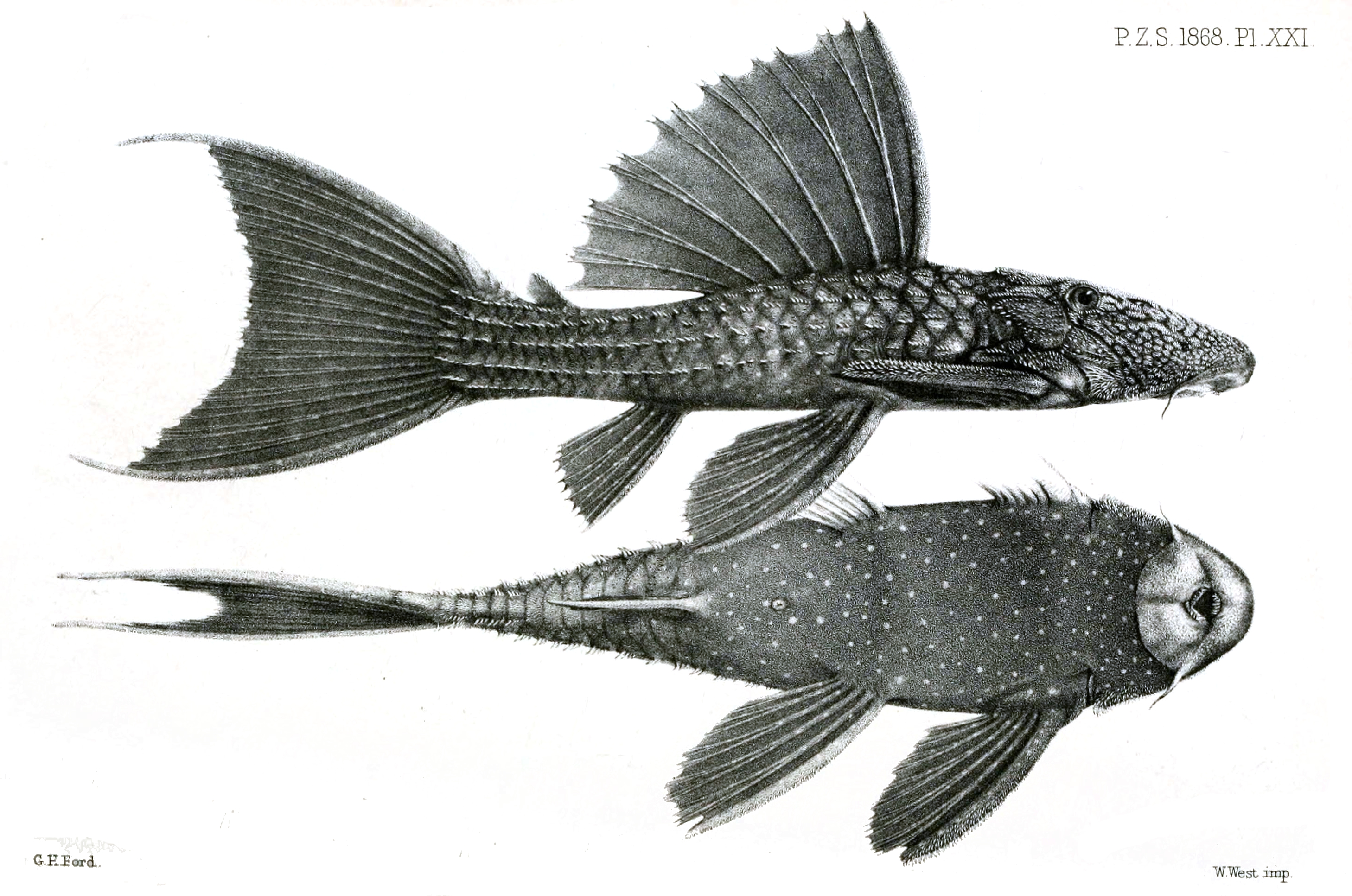
Pseudacanthicus fordii

- Baryancistrus Rapp Py-Daniel, 1989
- Chaetostoma Tschudi, 1846
- Cordylancistrus Isbrücker, 1980
- Dekeyseria Rapp Py-Daniel, 1985
- Dolichancistrus Isbrücker, 1980
- Etsaputu Lujan, Armbruster & Rengifo, 2011[2]
- Exastilithoxus Isbrücker & Nijssen, 1979
- Hemiancistrus Bleeker, 1862
- Hopliancistrus Isbrücker & Nijssen, 1989
- Hypancistrus Isbrücker & Nijssen, 1991
- Lasiancistrus Regan, 1904
- Leporacanthicus Isbrücker & Nijssen, 1989
- Leptoancistrus Meek & Hildebrand, 1916
- Lithoxus Eigenmann, 1910
- Loraxichthys Salcedo, 2013
- Megalancistrus Isbrücker, 1980
- Neblinichthys Ferraris, Isbrücker & Nijssen, 1986
- Panaque Eigenmann & Eigenmann, 1889
- Panaqolus Isbrücker & Schraml 2001
  - Ringelsocken-Harnischwels (Panaqolus albivermis)
- Parancistrus Bleeker, 1862
- Peckoltia Miranda Ribeiro, 1912
- Pseudacanthicus Bleeker, 1862
- Pseudancistrus Bleeker, 1862
  - Pseudancistrus barbatus Valenciennes, 1840
- Pseudolithoxus Isbrücker & Werner, 2001
- Scobinancistrus Isbrücker & Nijssen, 1989
- Spectracanthicus Nijssen & Isbrücker, 1987